# Ahmed Senoussi
Ahmed Senoussi (ur. 22 stycznia 1946) – czadijski skoczek, olimpijczyk, reprezentant Czadu na letnich igrzyskach olimpijskich w 1968 oraz 1972. 
Rekord życiowy: 2,14 m (1968)